# Campeonato Francés de Fútbol Amateur 1927-28
El Campeonato Francés de Fútbol Amateur 1927-28 fue la segunda edición de dicho campeonato. El campeón fue Stade français. El campeonato se divide en dos niveles: la División de Excelencia y la División de Honor. El torneo fue organizado por la Federación Francesa de Fútbol.

## División de Excelencia

### Resumen
Stade Français se proclamó campeón de Francia.

### Cuartos de final
- SO Montpellier 3-2 Stade Havrais

### Semifinales
- Stade Français 6-2 SO Montpellier

## División de Honor
FC Mulhouse se proclamó campeón de la segunda división.